# Gibsland
Gibsland ist eine Kleinstadt (mit dem Status „Town“) im Bienville Parish im US-amerikanischen Bundesstaat Louisiana. Das U.S. Census Bureau hat bei der Volkszählung 2020 eine Einwohnerzahl von 773 ermittelt.

## Geografie
Gibsland liegt im Nordwesten Louisianas, rund 60 km südlich der Grenze zu Arkansas und rund 100 km östlich von Texas. Die geografischen Koordinaten von Gibsland sind 32°32′39″ nördlicher Breite und 93°03′11″ westlicher Länge. Das Stadtgebiet erstreckt sich über eine Fläche von 7 km².
Benachbarte Orte von Gibsland sind Athens (14,2 km nördlich), Arcadia (13,7 km östlich), Bryceland (14,6 km südsüdöstlich), Minden (18 km nordwestlich), Mount Lebanon (4,6 km südlich), Heflin (28,9 km westsüdwestlich) und Dubberly (21,8 km westlich).
Die nächstgelegenen größeren Städte sind Louisianas Hauptstadt Baton Rouge (356 km südöstlich), Louisianas größte Stadt New Orleans (478 km in der gleichen Richtung), Lafayette (314 km südsüdöstlich), Shreveport (72 km westlich), Dallas in Texas (370 km in der gleichen Richtung), Arkansas’ Hauptstadt Little Rock (291 km nordnordöstlich) und Mississippis Hauptstadt Jackson (283 km östlich).

## Verkehr
Entlang der nördlichen Stadtgrenze von Gibsland verläuft in West-Ost-Richtung die Interstate 20, die die kürzeste Verbindung von Dallas nach Jackson bildet. Parallel dazu führt der U.S. Highway 80 als Hauptstraße durch das Stadtzentrum und trifft dort mit den Louisiana Highways 154 und 794. Alle weiteren Straßen sind untergeordnete Landstraßen, teils unbefestigte Fahrwege sowie innerörtliche Verbindungsstraßen.
Durch Gibsland verläuft in West-Ost-Richtung eine Eisenbahnstrecke der Kansas City Southern.
Mit dem Arcadia-Bienville Parish Airport befindet sich 17,8 km ostsüdöstlich ein kleiner Flugplatz. Die nächsten Verkehrsflughäfen sind der Shreveport Regional Airport (80,7 km westlich) und der größere Dallas/Fort Worth International Airport (403 km in der gleichen Richtung).

## Bevölkerung
Nach der Volkszählung im Jahr 2010 lebten in Gibsland 979 Menschen in 413 Haushalten. Die Bevölkerungsdichte betrug 139,9 Einwohner pro Quadratkilometer. In den 413 Haushalten lebten statistisch je 2,35 Personen.
Ethnisch betrachtet setzte sich die Bevölkerung zusammen aus 16,1 Prozent Weißen, 81,3 Prozent Afroamerikanern, 0,1 Prozent amerikanischen Ureinwohnern, 0,1 Prozent Asiaten sowie 0,9 Prozent aus anderen ethnischen Gruppen; 1,4 Prozent stammten von zwei oder mehr Ethnien ab. Unabhängig von der ethnischen Zugehörigkeit waren 1,5 Prozent der Bevölkerung spanischer oder lateinamerikanischer Abstammung.
23,7 Prozent der Bevölkerung waren unter 18 Jahre alt, 59,3 Prozent waren zwischen 18 und 64 und 17,0 Prozent waren 65 Jahre oder älter. 54,2 Prozent der Bevölkerung war weiblich.
Das mittlere jährliche Einkommen eines Haushalts lag bei 27.708 USD. Das Pro-Kopf-Einkommen betrug 14.311 USD. 25,3 Prozent der Einwohner lebten unterhalb der Armutsgrenze.